# リンダ・トリンカウス・ザグゼブスキ
リンダ・トリンカウス・ザグゼブスキ（英語: Linda Trinkaus Zagzebski、1946年 - ）は、アメリカ合衆国の哲学者。オクラホマ大学のジョージ・リン・クロス研究教授、キングフィッシャーカレッジ宗教哲学・倫理学主任を務める。認識論、宗教哲学、徳理論の分野の業績で知られる。2015年から2016年までアメリカ哲学会中央部会の会長を務め、2015年秋にセントアンドリュース大学でギフォード講義を行った。過去にはアメリカカトリック哲学協会会長とキリスト者哲学会会長を歴任した。2011年から2012年までグッゲンハイムフェローを務めた。

## 略歴・哲学
ザグゼブスキはスタンフォード大学で学士号、カリフォルニア大学バークレー校で修士号、カリフォルニア大学ロサンゼルス校で博士号をそれぞれ取得した（学位論文題目は「自然種 (Natural Kinds)」。
近年の彼女の研究対象は、倫理学と認識論の境界領域、宗教認識論、宗教倫理学、徳理論、および様々な運命論など多岐にわたる。2010年春にはオックスフォード大学で自然宗教ワイルド講義を行い、認識的権威について論じた。2015年から2016年までアメリカ哲学会中央部会の会長を務め、2015年秋にはセントアンドリュース大学でギフォード講義を行い、類例徳理論 (Exemplarist Virtue Theory) について論じた。アメリカカトリック哲学協会の会長（1997年 - 1998年）、キリスト者哲学協会の会長（2004年 - 2007年）を歴任した。

### 認識論
ザグゼブスキは、徳認識論という分野の開拓者の一人である。著書『心の諸徳 (Virtues of the Mind)』（1996年）において、彼女は現代認識論の特定の問題を解決するため、アリストテレス的徳理論を展開し、このプロジェクトの過程で徳の一般的分析を行った。また『神的動機理論 (Divine Motivation Theory)』（2004年）では、理性、信仰、倫理学の関係についての問題を幅広く扱った。
彼女は認識的価値の諸問題について取り組んでおり、「エスプレッソマシン」という思考実験（沼地問題 (swamping problem) の前身）を考案して信頼性主義に対する反論を行った。
著書『認識的権威：信念における信頼、権威、自律の理論 (Epistemic Authority: A Theory of Trust, Authority, and Autonomy in Belief)』（2012年）にて、彼女は道徳的・宗教的信念における権威を含む強い意味での認識的権威を擁護し、権威についての信念は知的自律の要件であると主張した。同書は2010年にオックスフォード大学で行われたワイルド講義から生まれた。

## 業績
- Exemplarist Moral Theory. Oxford University Press. (2017). ISBN 978-0-1906-5584-6
- Epistemic Authority: A Theory of Trust, Authority, and Autonomy in Belief. Oxford University Press. (2012). ISBN 978-0-19-993647-2
- On Epistemology. Wadsworth Press. (2008). ISBN 978-0-5342-5234-2
- Philosophy of Religion: An Historical Introduction. Wiley-Blackwell. (2007). ISBN 978-1-4051-1872-9
- Divine Motivation Theory. Cambridge University Press. (2004). ISBN 978-0-521-53576-2
- Virtues of the Mind: An Inquiry Into the Nature of Virtue and the Ethical Foundations of Knowledge. Cambridge University Press. (1996). ISBN 978-0-521-57826-4
- The Dilemma of Freedom and Foreknowledge. Oxford University Press. (1991). ISBN 978-0-19-510763-0

### 編著書
- Abrol Fairweather, Linda Trinkaus Zagzebski, ed (2001). Virtue epistemology: essays on epistemic virtue and responsibility. Oxford University Press. ISBN 978-0-19-514077-4
- Michael Raymond DePaul, Linda Trinkaus Zagzebski, ed (2003). Intellectual virtue: perspectives from ethics and epistemology. Clarendon. ISBN 978-0-19-925273-2